# Cantó de Vieux-Habitants
El cantó de Vieux-Habitants és una divisió administrativa francesa situat al departament de Guadalupe a la regió de Guadalupe.

## Composició
El cantó comprèn les comunes de:
- Vieux-Habitants.
- Baillif

## Administració
| Període                                  | Identitat                         | Partit | Qualitat |
| ---------------------------------------- | --------------------------------- | ------ | -------- |
| 2003-2008                                | Marie-Yveline Théobald-Ponchateau |        |          |
| 2008-                                    | Jules Otto                        | FGPS   |          |
| Les dades anteriors no són pas conegudes |                                   |        |          |